# 高鵬 (1905年)
高鵬（1905年—1938年5月 †），少時名明，字平遠，又字雲程，陝西省乾縣梁村鄉大坡口人，中华民国军事人物。他為抗日戰爭期間陣亡的國民革命軍軍官之一。

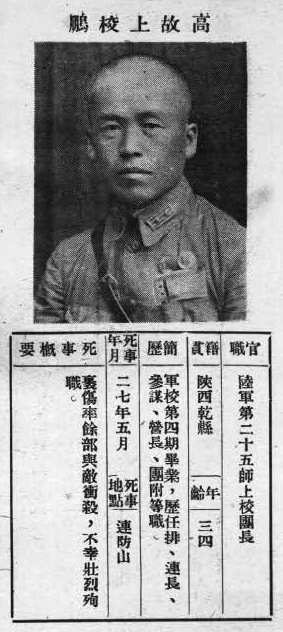
《抗戰軍人忠烈錄》（第一輯）中的高鵬烈士遺像

## 生平
黃埔軍校第四期畢業，任國民革命軍第五十二軍之25師75旅第150團上校團長，在民國二十七（1938）年徐州會戰中於江蘇省連防山率部與日軍作戰時陣亡殉職。